# Ornithoboea
Ornithoboea es un género con diez especies de plantas herbáceas  perteneciente a la familia Gesneriaceae. Es originario del sureste de Asia dende se distribuye por China, Malasia, Birmania, Tailandia y Vietnam. Comprende 17 especies descritas y de estas, solo 5 aceptadas.

## Descripción
Son plantas herbáceas perennes, de hábitos litófitas o terrestres , rizomatosas . Tiene los tallos simples o ramificados con pocas hojas a lo largo del tallo , estas son opuestas, iguales a desiguales en un par ; la base redondeada a cordada . Las inflorescencias son laxas , axilares con dos brácteas. Cáliz actinomorfo. La corola de color azul a púrpura , zigomorfa, campanulada. El fruto es una cápsula dehiscente.

## Taxonomía
El género fue descrito por  Parish ex C.B.Clarke y publicado en Monographiae Phanerogamarum 5: 147. 1883.
Citología
El número de cromosomas es de:  2n = 32.
Etimologíanombre genérico que deriva de las palabras del griego antiguo: όρνις, όρνιθος, ornis, ornithos = "pájaro", y Boea. Se desconoce a que ‘pájaro’ alude o (quizás se refiera al corto y cónico fruto que se asemeja al pico de un pájaro).
Ornithoboea

## Especies aceptadas
A continuación se brinda un listado de las especies del género Ornithoboea aceptadas hasta abril de 2014, ordenadas alfabéticamente. Para cada una se indica el nombre binomial seguido del autor, abreviado según las convenciones y usos.
- Ornithoboea arachnoidea (Diels) Craib	Notes Roy. Bot. Gard. Edinburgh 11(55): 251	1919
- Ornithoboea calcicola C.Y.Wu ex H.W.Li	Bull. Bot. Res., Harbin 3(2): 42-44, photo. 20	1983
- Ornithoboea feddei 	(H. Lév.) B.L.Burtt	Notes Roy. Bot. Gard. Edinburgh 22(4): 296	1958
- Ornithoboea henryi 	Craib	Bull. Misc. Inform. Kew 1913(3): 115	1913
- Ornithoboea wildeana 	Craib	Bull. Misc. Inform. Kew 1916(10): 268	1916